# ヒトヨタケ
ヒトヨタケ（一夜茸、学名: Coprinopsis atramentaria）は、ハラタケ目ナヨタケ科ヒメヒトヨタケ属に属する小型から中型のキノコ（菌類）。従来はヒトヨタケ科に属するとされて Coprinus atramentarius という学名が与えられていたが、分子系統解析によるヒトヨタケ科の再編に伴いナヨタケ科に移行され、種小名も変更された。和名の由来は、傘が開いて成菌になると自己消化を起こして、柄を残して傘とヒダが一夜で黒いインク状に液化して溶けてなくなることから名付けられている。地方により、コムソウ（秋田県）、マグソッタケともよばれる。英語ではこのキノコを"インク・キャップス"（Ink cap: インクの傘）と呼ぶ。傘が溶けるとき黒い液となって流れる様子になぞらえたもので、ヒトヨタケのなかまの英名は Inky caps（「インクのような傘」の意）ともよばれる。幼菌は食用にされることもあるが、酒類を飲む前後に食べると悪酔いしたような中毒症状を引き起こす毒キノコでもある。

## 分布・生態
日本各地および汎世界的に分布する。
腐生菌（腐朽菌、腐生性）。晩春から晩秋にかけて、人里の畑や公園、道端、草地、芝生、庭園などの倒木上やその周辺の地上で見られ、コナラ・クヌギなど広葉樹の枯れ木や埋もれ木に隣接して束生から群生する。成長する力が強く、アスファルト舗装を突き破って出てくることもある。
ヒトヨタケはその独特な生態から、日本では生息区域を近年減らし続けている。ヒトヨタケの胞子を遠くに飛ばす役割に一役買っているのがハエであるが、そのハエも森林の破壊によって年々減少する傾向にある。

## 形態
子実体は傘と柄からなり、灰褐色の傘に白くて長い柄がよく目立つが、成熟すると胞子を含む黒いインク状に傘が溶けていく。
傘の大きさは径5 - 8センチメートル (cm) 。はじめ縁部がつぼんだ卵形だが、だんだん縁が反転して鐘形から頭が丸い円錐形となり縁が反り返る。傘表の色は灰褐色から淡灰褐色で、目立たない細かい繊維状の鱗片があるが、生長すると平滑となり溝線が現れ、放射状に裂けることが多い。ヒダは密に配列して柄に対して離生し、初め白色であるが、胞子が成熟するにつれ胞子自体の着色のため、しだいに紫褐色から黒色に変わっていく。
柄は長さ7 - 20 cm、太さは8 - 15ミリメートル (mm) で、白色で中空、中央部から下方に不明瞭なツバの跡がある。ツバは落ちやすいものを持つものもあるが、全く欠くものもある。肉は白色か灰色を帯び、極めて薄い。
成熟した子実体の傘は、縁から中心部に向かって酵素の働きによる自己消化により次第に液化し、ついには柄のみ残し、一夜で溶けて黒色の胞子（担子胞子）を含んだ黒インクのような液と化してしまう。胞子の一部は空気中に飛散するが、大部分はこの液とともに流出する。空気が乾燥していると、幼菌の状態で乾いてしまう場合もある。担子胞子は大きさ8 - 10.5 × 5 - 6.5マイクロメートル (μm) の楕円形で、胞子紋は黒色。

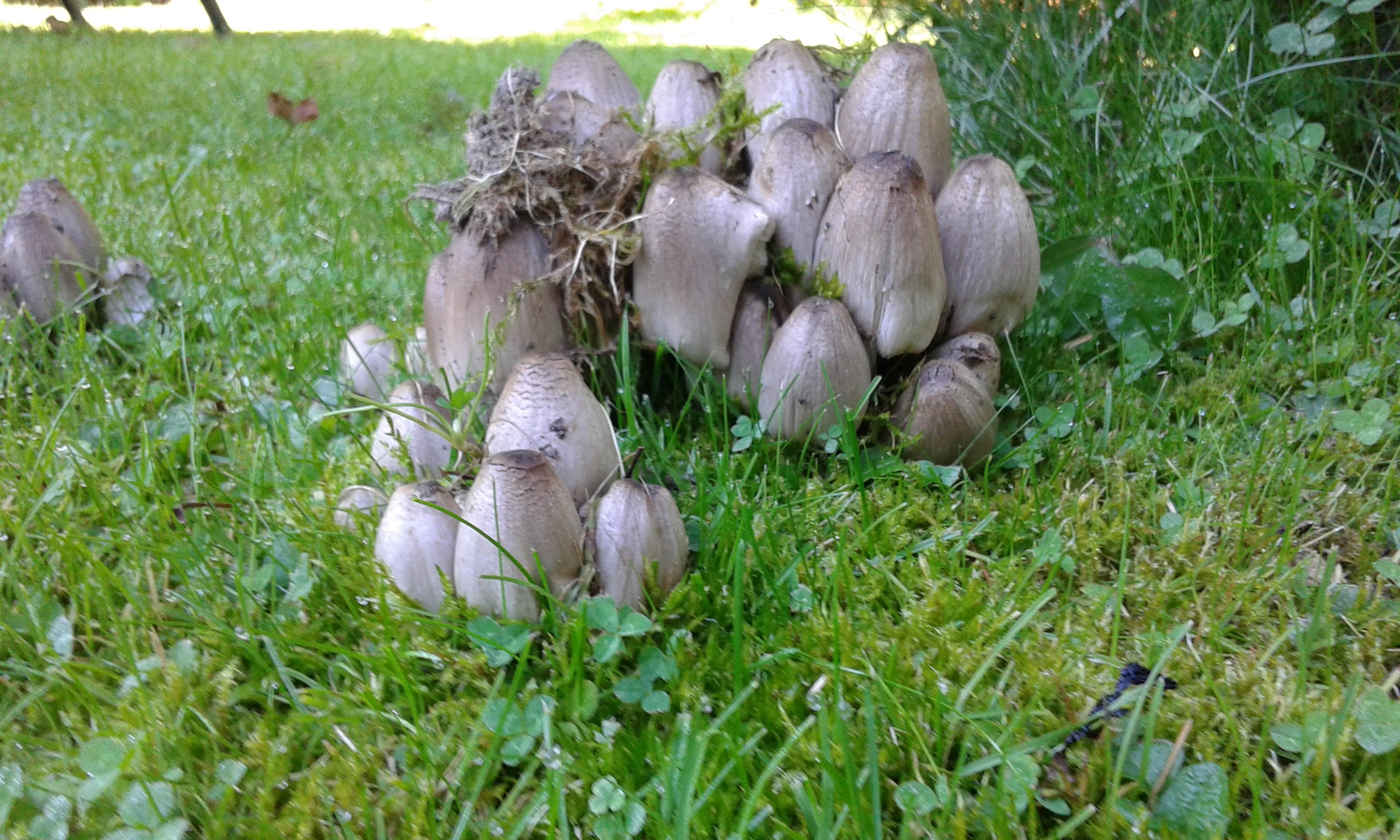
幼菌
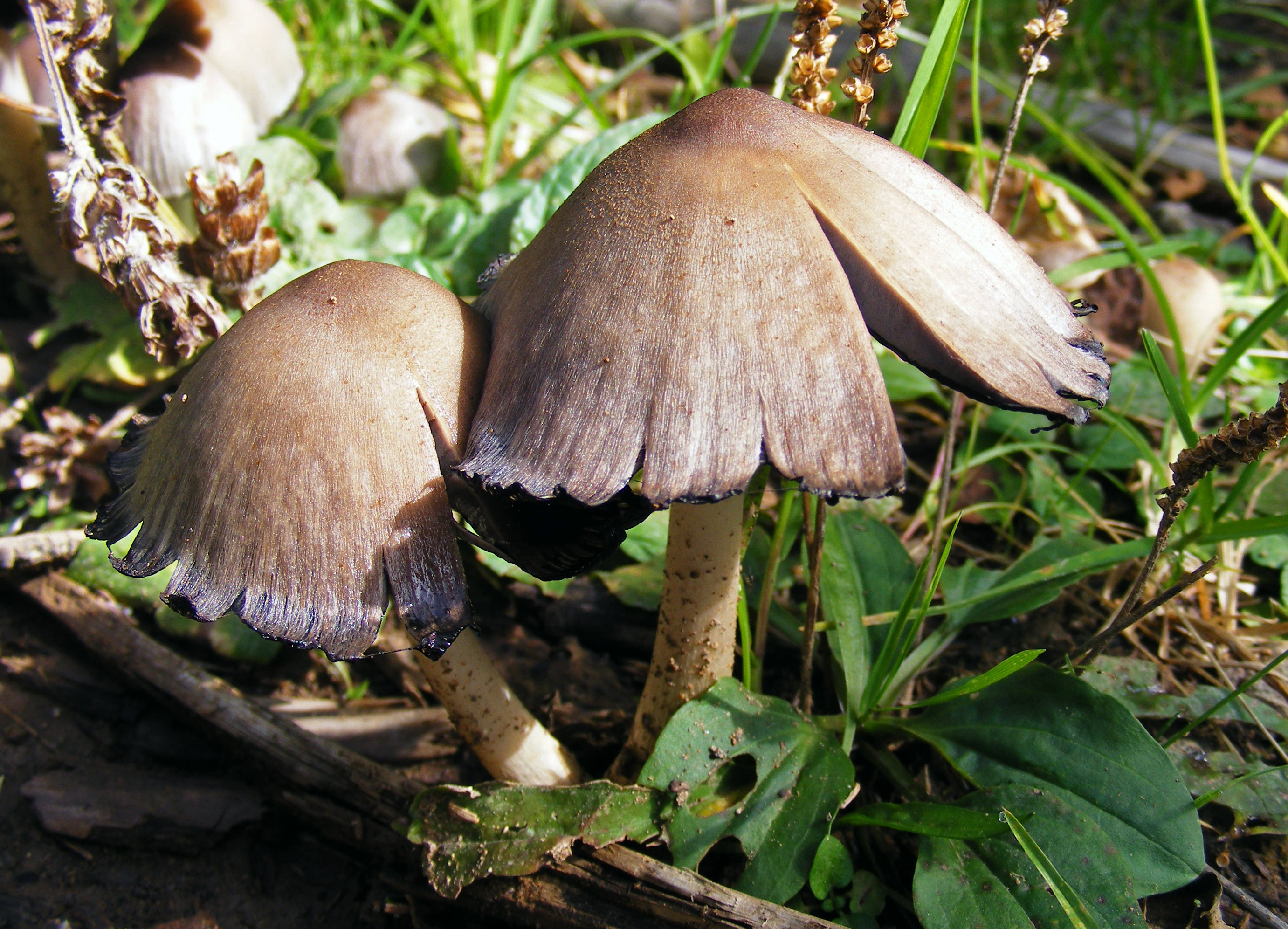
傘の縁が放射状に裂けることも多い
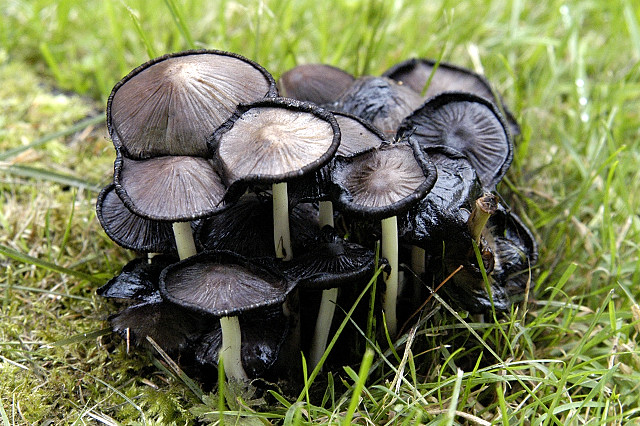
傘が開いたものは溶けかかっている
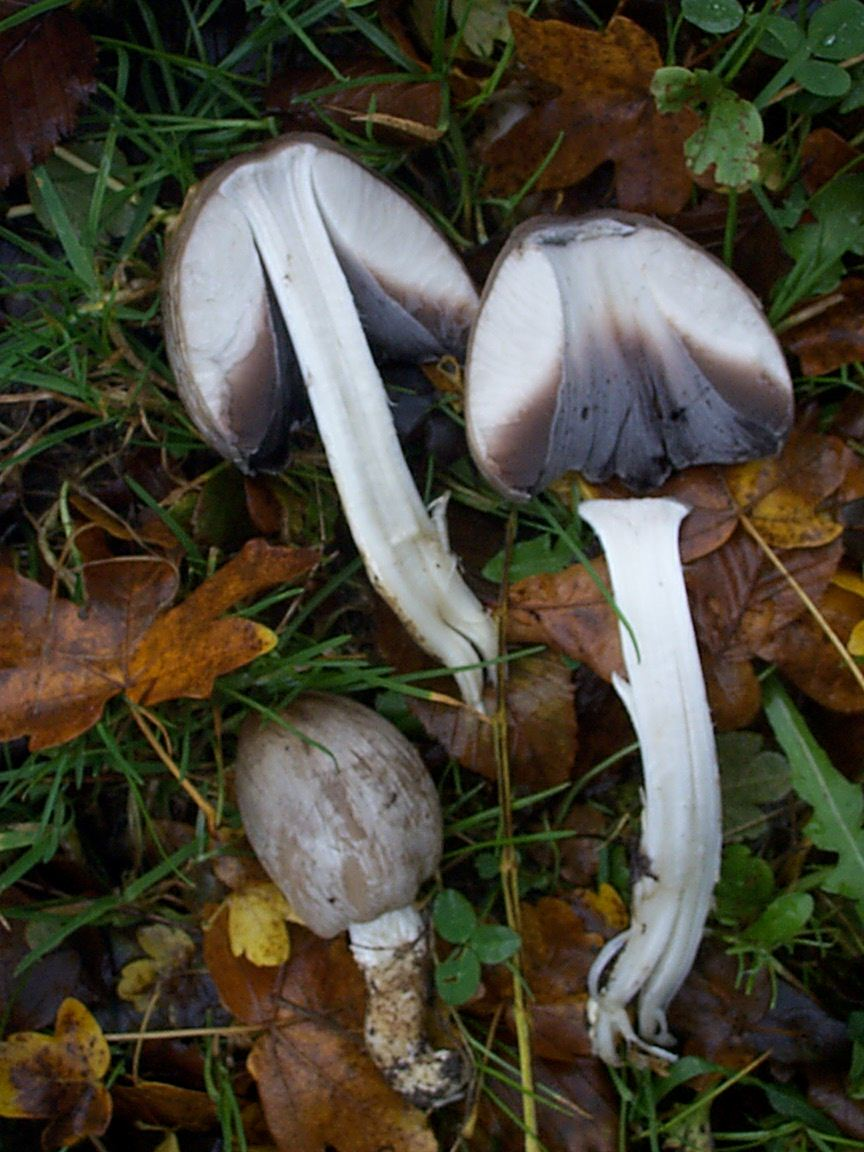
ヒトヨタケの断面
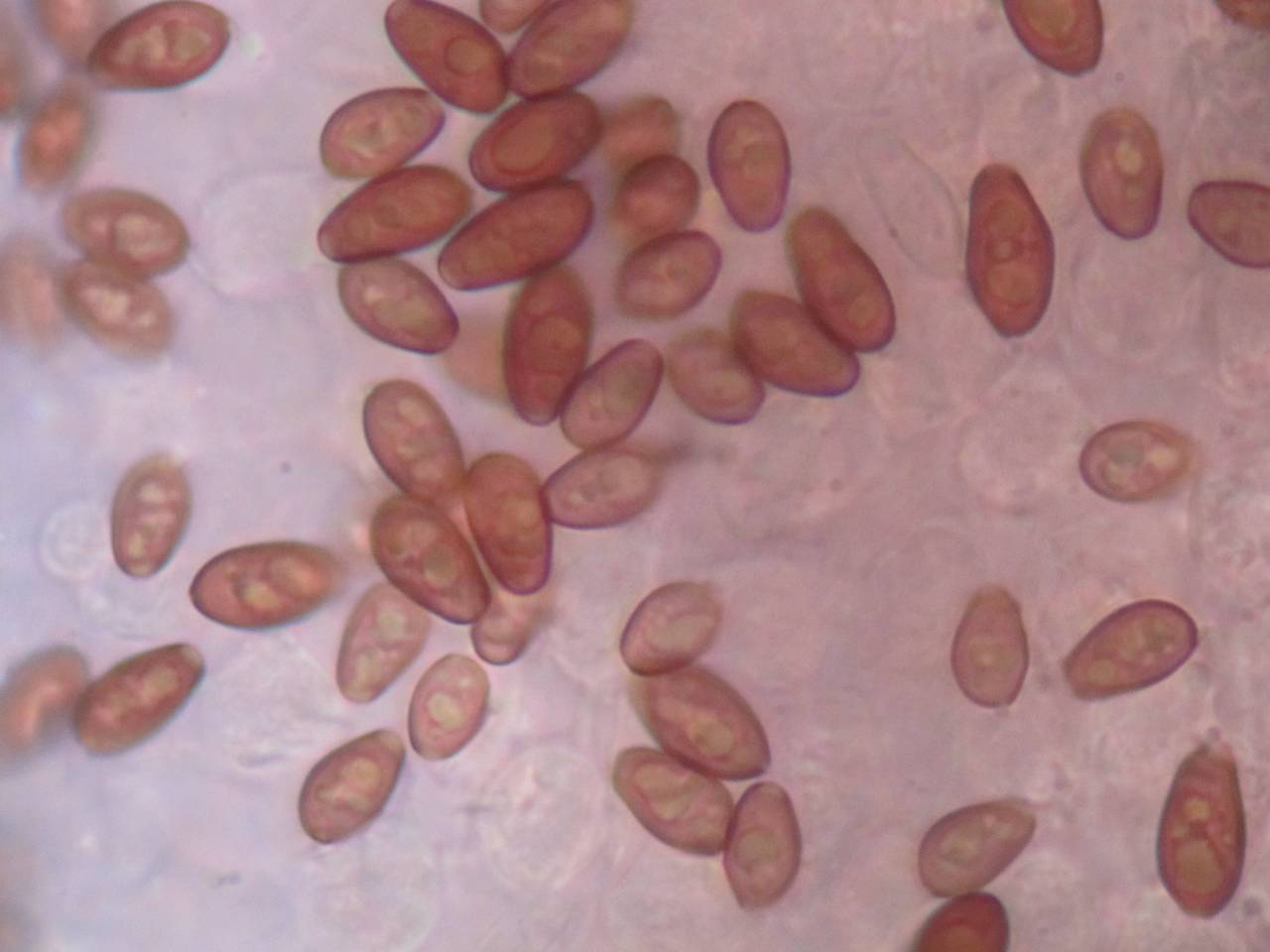
胞子の顕微鏡画像

## 食・毒性と成分
傘の縁が液化する前、ヒダの色が白色からピンク色の幼菌は食用になり、風味にクセはなく美味であるとされるが、酒類を飲む前後に一緒に食べると、ひどい二日酔いのような中毒症状を呈する。中毒症状は、食後わりと短時間で顔・首・胸が赤くほてり、頭痛、めまい、発汗、けいれん、吐き気、呼吸困難、頻脈などの悪酔いに似た症状が現れる。しかし、酒を飲まなければ食べても安全である。
含有成分コプリンの代謝生成物1-アミノシクロプロパノールはジスルフィラム様作用を持ち、体内血液中のアルデヒド脱水素酵素の作用を阻害する。エタノールは代謝過程においてアセトアルデヒドを経由して酢酸へと代謝されるが、この酢酸への変換にかかわるのがアルデヒド脱水素酵素である。この結果、アセトアルデヒドが血中に蓄積するために、著しい悪酔い症状様の中毒症状を起こすこととなる。毒成分は体内に数日間残留し、コプリンの作用が体内から消えるまで、食後一週間程度は飲酒を控えたほうが良い。
コプリンと同様のエタノール代謝阻害作用による中毒を起こす美味なキノコとしては、他にホテイシメジ（成分はオクタデセン酸などの共役エノン、ジエノン類）、キララタケが知られている。中毒症状は通常は4時間以内に、自然に回復する。食用されるササクレヒトヨタケにはコプリンは含まれない。
食べるときはさっと茹でて下処理し、ホイル焼き、鉄板焼き、ねぎぬたや三杯酢、山椒や柚の香りの吸い物などに適する。特に脂質との相性がよいので大量に収穫した場合は肉とのバター炒めにしてもよい。

## 文学
童話作家宮沢賢治の『蟻ときのこ』で、作品に登場するアリの子供たちが「あつあれなんだらう。あんなところにまつ白な家ができた」「家ぢやない山だ」「昨日はなかつたぞ」と驚かせたキノコが、ヒトヨタケではないかといわれている。

## 類似のキノコ

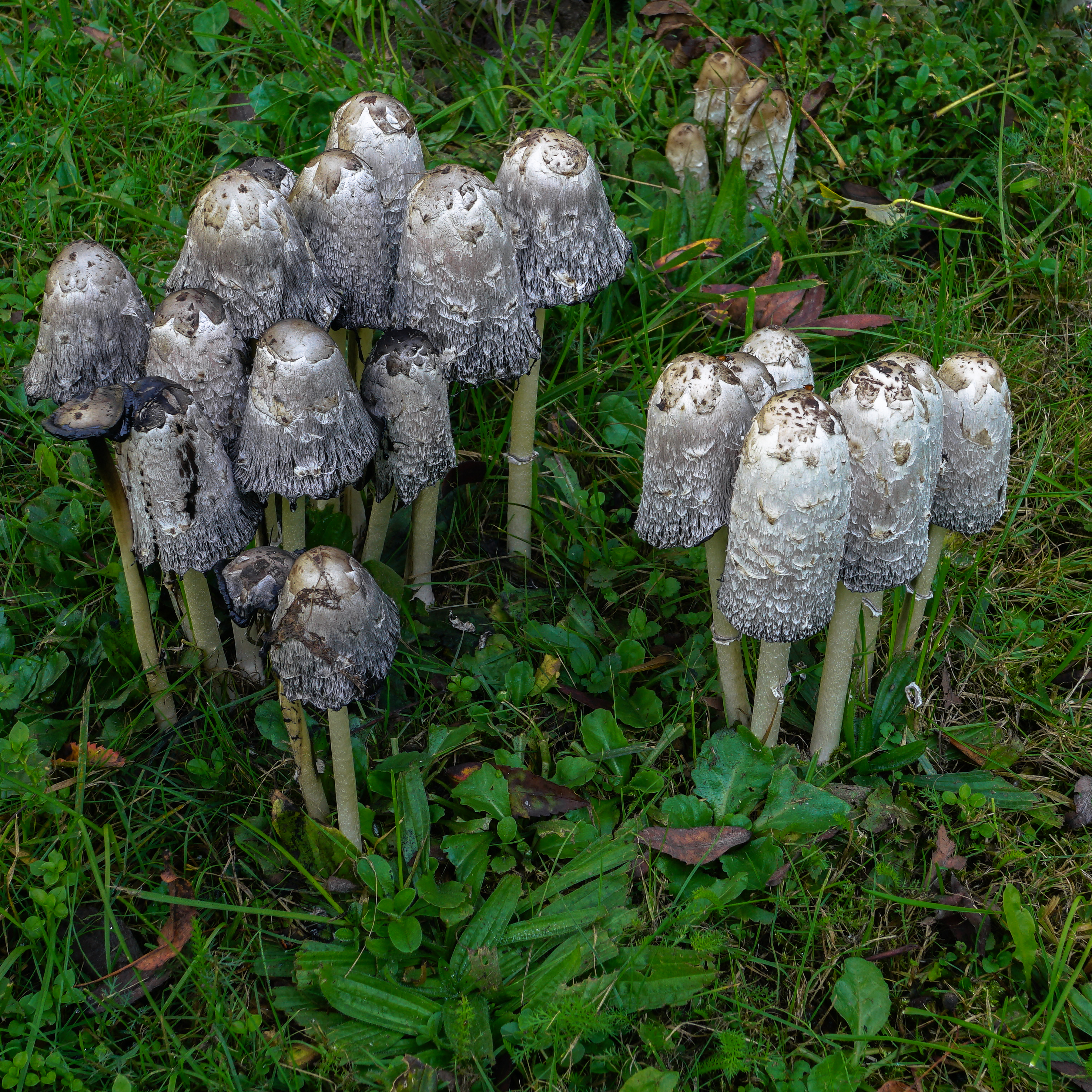
参考：ササクレヒトヨタケ

食用キノコのササクレヒトヨタケ（Coprinus comatus、ハラタケ科）は、傘は明瞭な大きな鱗片があってささくれ、傘の形が大きく異なり円柱状で、幼菌は優秀な食菌として栽培もされていて食べるときの酒の制限はない。ヒトヨタケの傘の表面はささくれない。
ヒトヨタケやササクレヒトヨタケ、ネナガノヒトヨタケ（無毒）などいくつかの近縁種は腐った古畳やわらなど、腐敗した植物質によく発生する。漫画家松本零士が押入れにしまっていたパンツ（猿股）に生えたキノコを、「さるまたけ」と称して自らの漫画作品の題材にしたり、漫画家仲間のちばてつやに食べさせたというエピソードがあり松本本人は、「図鑑で調べたらヒトヨタケ」と言っている。